# Captain Commando (jeu vidéo)
Captain Commando  est un beat them all développé par Capcom, sorti sur Système d'arcade CP System en 1991. Le jeu a été porté sur plusieurs plates-formes,.

## Synopsis
L'histoire se déroule dans une version futuriste de Metro City qui est également le cadre d'un autre beat'em all de Capcom nommé Final Fight, et présente plusieurs liens avec les personnages et les décors de ce jeu. Nous sommes en 2026, le monde est en proie au crime. Captain Commando et ses trois fidèles compagnons de la Commando Team sont à la poursuite de Scumocide dans des niveaux variés.

## Personnages
- Captain Commando : Chef de la Commando Team, il est non seulement fort mais aussi malin. Il porte un gant d'énergie capable de produire des décharges de feu et d'électricité. Le nom « Captain Commando » provient des deux syllabes du mot Capcom, Captain Commando.
- Mack the Knife (Jennety[4]) : Un guerrier extra-terrestre. Il attaque rapidement avec ses deux couteaux spéciaux capables de faire fondre ses ennemis. « Mack the Knife » est basé sur une chanson des années 1950 de Louis Armstrong intitulée Mack the Knife.
- Baby Head (Hoover[5]) : Un bébé qui conduit un robot qu'il a créé lui-même. Son robot est à la fois fort et agile.
- Ginzu the Ninja (Sho[6]) : Un maître du Ninjitsu. Il est très agile et peut couper ses ennemis en deux d'un seul coup de sabre. Le nom « Ginzu the Ninja » est basé sur le nom de la marque de couteaux de cuisine Ginsu célèbre dans les années 1970 grâce à des campagnes publicitaires. Le nom « Sho » est basé sur celui de Sho Kosugi, un acteur et artiste martial populaire dans les années 1980.

## Équipe de développement
- Conception des personnages : Kurisan, Ouji, Eripyon.N, Mattian, Q, Mayo, Ykaru M.
- Graphismes : Koi, Konomi (Powerful Konomi), Sui, Buppo, Go
- Programmeurs : Y. Egawa, Yokoyama, T. Ueno, Yoshizumi
- Son : T.Yomage, Syun Nishigaki (SYUN)

## Adaptations
- Super Nintendo : 1995
- PlayStation : 1998
- PlayStation Portable : 2006, Capcom Classics Collection Remixed
- PlayStation 2 : 2006, Capcom Classics Collection Volume 2
- Xbox : 2006, Capcom Classics Collection Volume 2